# Vaišálí

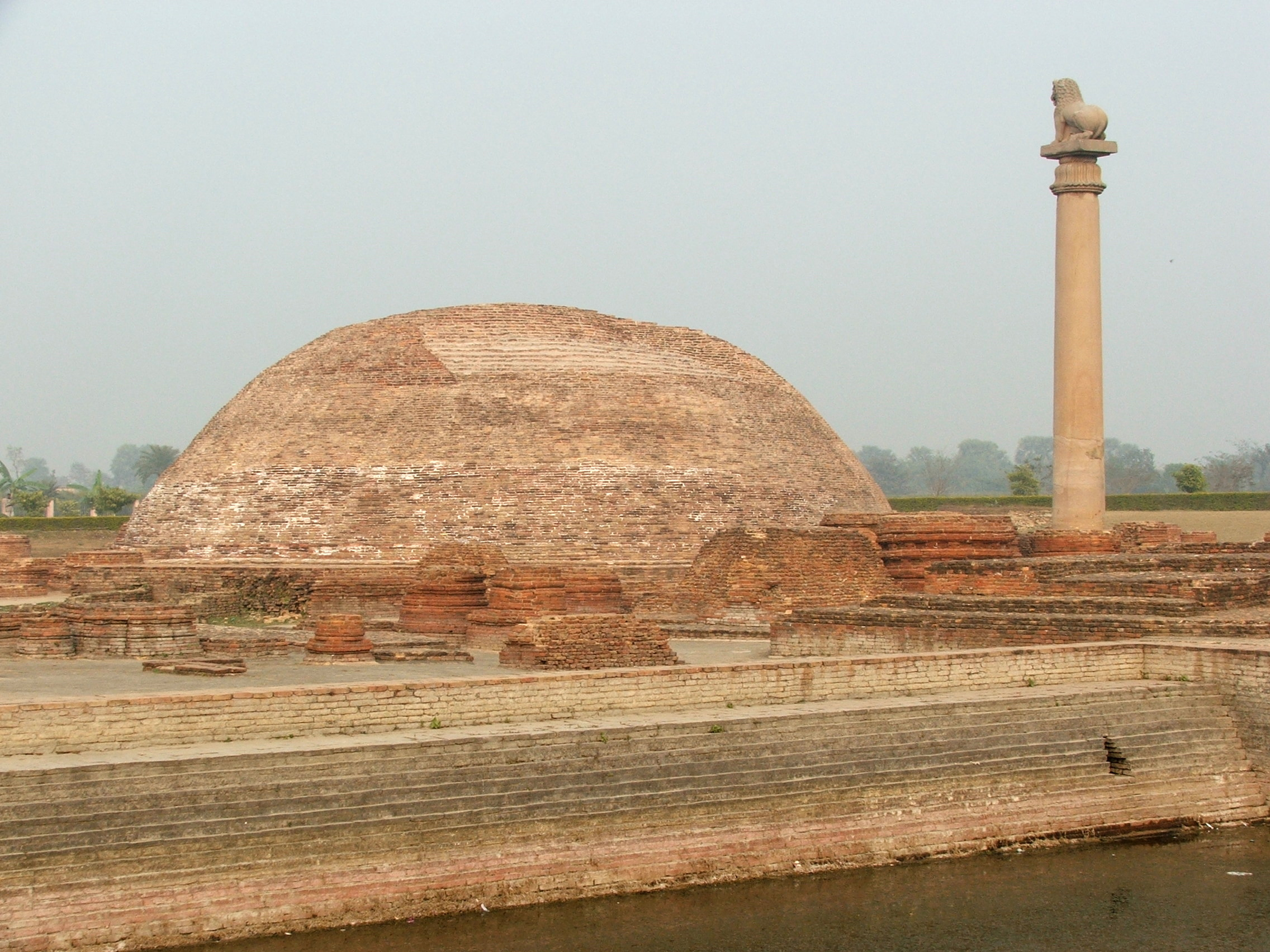
Stúpa, která má uchovávat Ánandovy ostatky, vedle je sloup vztyčený Ašókou

Vaišálí bylo starověké indické město, hlavní sídlo Liččhaviů a Vrdždži. Za dob Gautamy Buddhy (asi 563 - 483 př. n. l.) bylo Vaišálí rozlehlé, prosperující město s mnoha obyvateli. Bylo zde množství parků i vodních nádrží. Podle buddhistických textů jako je Maháparinibbána sutta zde působila Ambapáli, věhlasná kurtizána vynikající svou krásou, jež se měla stát Buddhovou žačkou poté, co vyslechla jeho promluvy. Dnes je Vaišálí malá vesnice ve stejnojmenném okrese v indickém státě Bihár, obklopená banánovými a mangovými háji a rýžovými poli.
Název Vaišálí je odvozen od krále Višála z doby Mahábháraty. O rané historii Vaišálí toho není mnoho známo. Ve starověku bylo město hlavním sídlem státu Liččhaviů. Podle Višnu-purány mělo mít město 34 králů, přičemž první byl Nabhága. Podobně jako o většině mahádžanapad, i o Vašálí pocházejí četné informace z buddhistických a džinistických textů. Podle těchto zdrojů bylo město založeno jakožto republika v 6. století př. n. l. Popis Vaišálí je též obsažen v zápiscích čínského poutníka Fa-siena.
Vaišálí je úzce spojeno s počátky buddhismu i džinismu. Měl se zde narodit Mahávíra, zakladatel džinismu, Vaišálí též nejednou navštívil Buddha Šákjamuni. Poprvé Buddha město navštívil nedlouho po svém probuzení, aby zde strávil období dešťů. Není však známo, kolikrát měl Buddha Vaišálí navštívit.
Dnes se v oblasti, kde původně Vaišálí stálo, nachází pozůstatky stúp i dalších staveb. Král Ašóka měl ve městě nechat vystavět stúpu, ve které mají být uloženy pozůstatky Ánandy, Buddhova bratrance a žáka. Vedle stúpy se nalézá sloup završený sochou lva, který nechal vztyčit král Ašóka.